# Hee Kirke
Hee Kirke er en kirke i stationsbyen Hee nord for Ringkøbing. Den består af kor og skib med senere tilbygninger på sydsiden.
Oprindelig herredskirke. Kirken er opbygget i kraftige granitkvadre. Farvespillet i stenene spænder fra grå til rødt. Den romanske stil leder tanken hen på Ribe Domkirke. Tårnet er tilføjet i 1200-tallet og er efter en nedstyrtning genopbygget i mursten 1721.
Stolestaderne er fra 1600-tallet. Af disse er herskabsstolene påført adelsvåben for slægterne Skram og Krag.
På altertavle samt prædikestol er billedskærerarbejde, ligeledes fra 1600-tallet. I altertavlens midterfelt er et billede af nadveren.
Over den romanske døbefont af granit er en fontehimmel.
På sydmurens korbue er et krucifiks.

## Galleri
- Skibet set mod øst
- Stolegavle med våben
- Altertavle
- Døbefont
- Fontehimmel